# 15. vojaškopolicijska brigada (ZDA)
15. vojaškopolicijska brigada (izvirno angleško 15th Military Police Brigade) je bila vojaškopolicijska brigada Kopenske vojske Združenih držav Amerike.